# Ганандер, Кристфрид
Кристфрид Ганандер (фин. Christfried Ganander; 21 ноября 1741, Хаапаярви — 17 февраля 1790, Рантсила) — финский пастор, литератор и фольклорист шведского происхождения, исследовал фольклор финнов и карел. Автор крупного словаря финского языка.

## Биография
Родился 21 ноября 1741 года в Хаапаярви, в Великом герцогстве Финляндском.
Окончил Королевскую академию Або.
Служил священником с 1775 года до конца жизни в Рантсила. Был одним из тех, кто стал собирать финские и карельские народные сказания и песни. В 1783 году издал сборник финских загадок, в 1789 году — первое в науке исследование финской мифологии.
Перевёл на финский язык так называемым калевальским стихом «Песнь песней» (1786), в 1787 году опубликовал свободное переложение «Русской свадебной песни» (например, «дальняя сторонушка» была заменена переводчиком на «шведский берег»).
К 1787 году Ганандер подготовил рукопись большого финского словаря (швед. Nytt Finsk Lexicon), девять томах которой включали более 30 тыс. слов, что значительно превосходило по объёму более ранний финский словарь Д. Юслениуса. Однако из-за отрицательной оценки Х. Г. Портана, планировавшего создание более подробного словаря, рукопись не увидела свет при жизни автора, поступила в библиотеку университета Хельсинки и была опубликована в виде факсимиле лишь в 1937—1940 годах.

## Сноски
1. 1 2  Карху, 1979, с. 102.
2. ↑  Карху, 1979, с. 101-102.
3. ↑  Елисеев, 1975, с. 163.